# Chitlapakkam
Chitlapakkam là một thị xã panchayat của quận Kancheepuram thuộc bang Tamil Nadu, Ấn Độ.

## Nhân khẩu
Theo điều tra dân số năm 2001 của Ấn Độ, Chitlapakkam có dân số 25.292 người. Phái nam chiếm 52% tổng số dân và phái nữ chiếm 48%. Chitlapakkam có tỷ lệ 84% biết đọc biết viết, cao hơn tỷ lệ trung bình toàn quốc là 59,5%: tỷ lệ cho phái nam là 86%, và tỷ lệ cho phái nữ là 82%. Tại Chitlapakkam, 9% dân số nhỏ hơn 6 tuổi.